# Pastel à l'huile

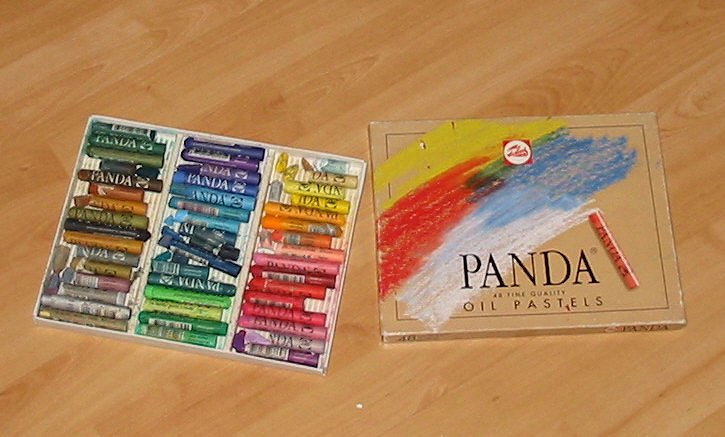
Boite de pastels à l'huile

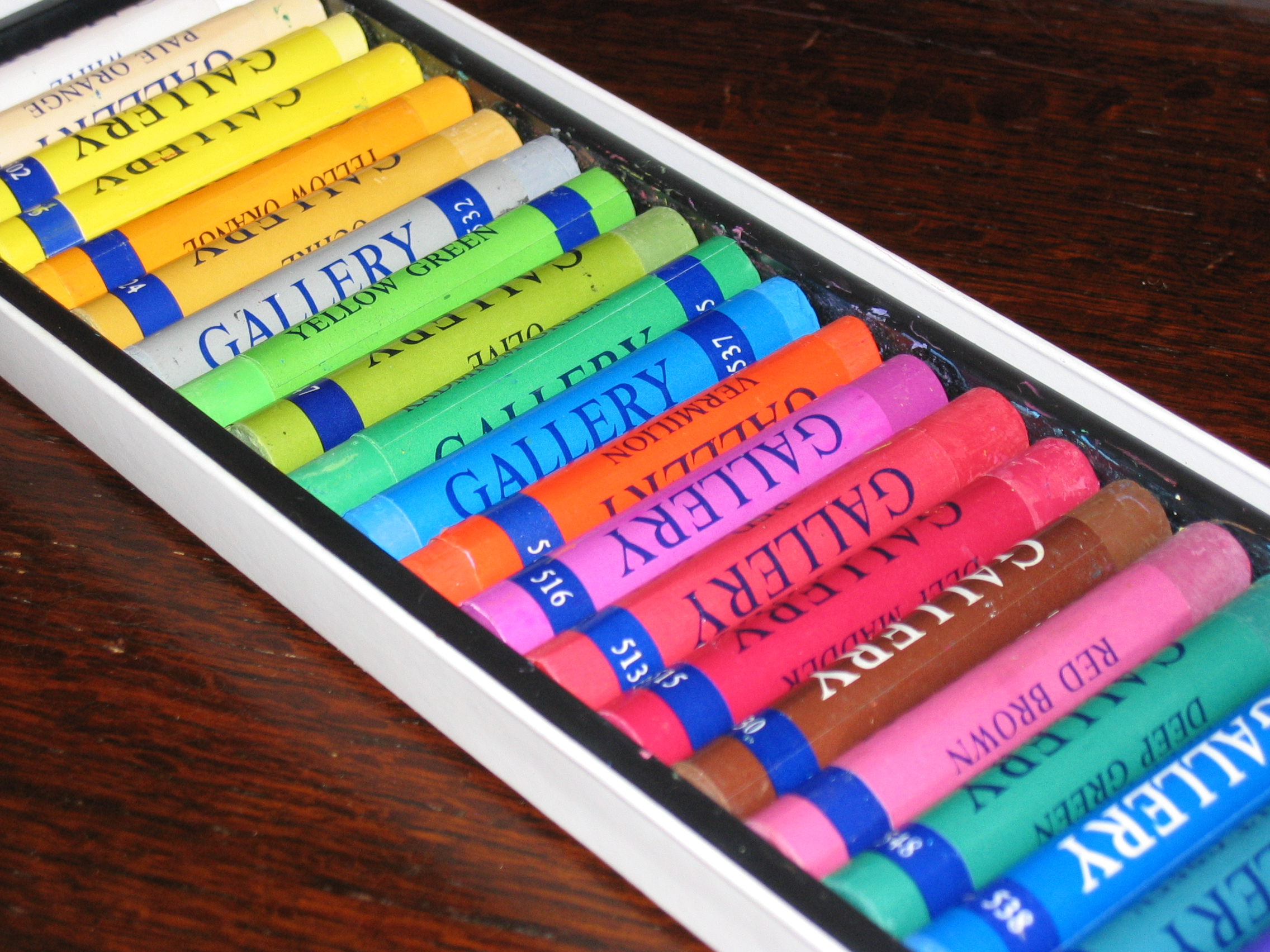
Boite de pastels à l'huile

Le pastel à l’huile ou pastel gras se présente sous forme de bâtonnets de section ronde ou rectangulaire d’un diamètre de 4 à 20 mm. Ils sont composés de pigments minéraux liés avec un corps gras. Il est utilisé par les peintres et dessinateurs. Il est vendu à l'unité dans les magasins de fournitures sur une grande gamme de nuances et d'effets pour obtenir le ton juste, ou par boîte. On constate son usage pour des sujets modernes à traits précis, plutôt que les sujets picturaux du pastel sec où l'aspect est « doux », portrait ou paysage. On constate que les choix du pastel gras ou sec dépendent plutôt des aires culturelles (des pays des artistes). Le prix d'un pastel peut dépasser le prix d'une huile pour un artiste coté, les pastels de grande taille sont plus onéreux que les gouaches.

## Description et caractéristiques
Un pastel à l'huile est bâtonnet de couleur pour dessin. Il est  constitué de pigments mélangés à un liant composé d'huile et de cire non siccative, contrairement aux autres bâtonnets de pastel dits « secs » qui sont fabriqués avec un liant à base de gomme ou de méthyl cellulose et  aux crayons de cire qui sont fabriqués sans huile. La technique de dessin n'est pas tout à fait la même, la légèreté du geste n'est pas la même, l'estompage est assez difficile pour le pastel gras. La surface d'un dessin au pastel à l'huile n'est pas poudreuse, comme pour les crayons de couleur. Le mélange des couleurs est plus facile que celle des pastels secs à la gomme et le support n'a pas à être tapoté sur l'envers pour faire disparaitre la poussière. Les pastels à l'huile sont audacieux et brillants. Ils se mélangent facilement, mais peuvent se casser facilement. L'estompage des couleurs est plus difficile qu'avec le pastel sec, les couleurs des pastels à l'huile adhèrent à presque toutes les sortes de surfaces et n'ont pas besoin d'être fixées, mais sont difficiles à corriger et ne peuvent pas être effacées. Contrairement à certains crayons de cire, ils ne sont pas solubles dans l'eau, mais peuvent être peints à la térébenthine ou à l'essence et également mélangés à sec. Les pastels à l'huile s'adoucissent à des températures supérieures à 50 °C,.

## Images

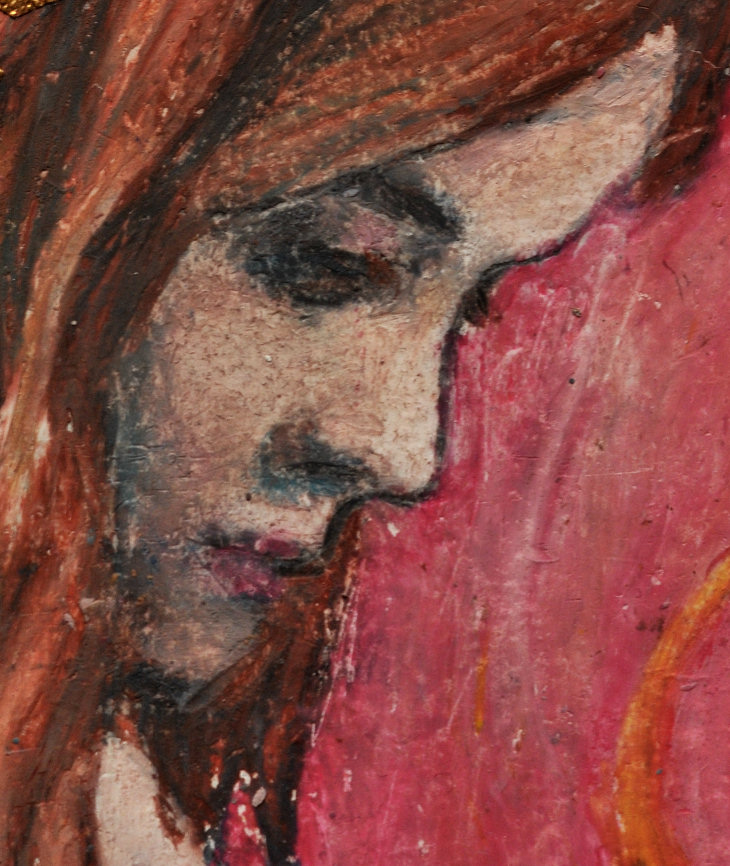
Détail d'un tableau peint au pastel à l'huile (taille verticale environ 7 cm)
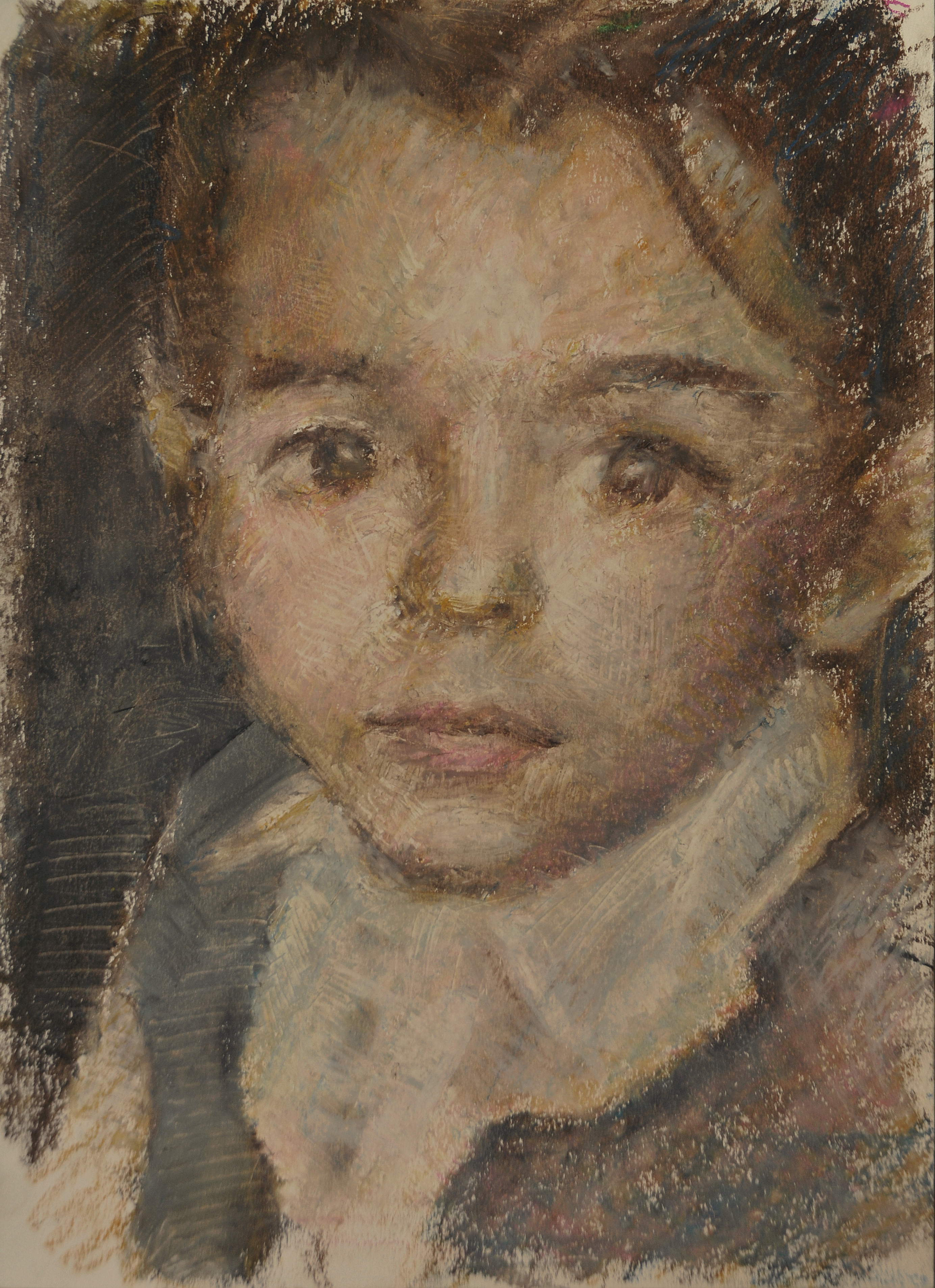
Portrait d'un enfant réalisé à partir de pastels à l'huile.